# Маляревский, Павел Григорьевич
Па́вел Григо́рьевич Маляре́вский (1904—1961) — русский советский писатель, драматург, педагог. Лауреат Сталинской премии третьей степени (1952).

## Биография
Родился 8 (21) января 1904 года в городе Тобольске (ныне в Тюменской области) в многодетной семье директора народных училищ Григория Яковлевича Маляревского — педагога, общественного деятеля и активного члена Общественного комитета Тобольского губернского музея.
В 1921 году окончил школу, работал библиотекарем. В 1923 году приехал в Иркутск, чтобы поступить на факультет права Иркутского университета. В университете познакомился с синеблузниками, начал писать для них интермедии и ставить сценки в качестве режиссёра студенческой самодеятельности.. В студенческие годы написал фельетоны и статьи опубликованные в местных газетах.
В 1927 году окончил факультет права и хозяйства ИГУ. В 1927—1932 годах работал в Иркутской окружной РКИ.
В 1932 году в журнале «Будущая Сибирь» были опубликованы первые стихи молодого поэта, а через два года Маляревский завершил свою первую многоактную пьесу «Доржи Банзаров» о первом бурятском учёном. Первой была поставлена на сцене следующая его пьеса, «Фёдор — лодырь», о том, как деревенского лодыря перевоспитал коллектив.
В 1933 году был принят в штат Восточно-Сибирского института снабжения (позже Иркутский институт советской торговли) на должность доцента кафедры организации и техники торговых предприятий, где преподавал до 1937 года.
После ликвидации института Маляревский читал лекции руководящим работникам торговли в институте повышения квалификации «Иркутский факультет особого назначения» (1937—1940).
В 1937 году к драматургу пришло настоящее признание: его новая пьеса-сказка «Счастье» на основе бурят-монгольского фольклора была поставлена не только в Иркутском ТЮЗе, но также в Улан-Удэ, позднее была принята в репертуар театров Ленинграде и Москве. В этом же году Павел Григорьевич стал заведующим литературной частью Иркутского ТЮЗа, созданного при его активном участии.
В 1939 году Маляревский был принят в штат Иркутского драматического театра на должность заведующего литчастью.
В годы Великой Отечественной войны Маляревский написал ряд произведений для войсковых агитбригад, создал информационные «Боевые теасборники» для Иркутского драматического театра. В этот период творчества Маляревский написал первые крупные пьесы: «В городе N» и «Партизаны уходят в лес». Одним из первых драматургов СССР он своим творчеством откликнулся на начало войны пьесой-сказкой «Меч Китая», в которой изобразил в аллегорической форме борьбу добра и зла. В этой пьесе окончательно определилась форма его драматических сказок: сочетание прозы и поэзии, чаще всего в стиле белый стих. В 1942 году эту пьесу поставил Московский областной ТЮЗ, затем она ставилась во многих городах Советского Союза.
В военные годы Маляревский также написал либретто к оперетте «Под небом Праги», литературные монтажи «За Советскую Родину» и «Мы — русский народ», в которые были включены стихи Владимира Маяковского, Константина Симонова, Алексея Суркова, Николая Асеева, песни Исаака Дунаевского и Матвея Блантера. В Иркутском театре кукол был поставлен сатирический спектакль по пьесе Маляревского «Кухня Геббельса». Для Иркутского театра юного зрителя в 1943 году он написал фантастическую пьесу «Падение острова Блютенбайль». Её поставил в Иркутском областном ТЮЗе режиссёр Юрий Петрович Киселёв, затем эта пьеса неоднократно ставилась и в других театрах страны.
Одной из лучших сказок драматурга стал «Чудесный клад» (1947), восторженно встреченный и детьми, и взрослыми зрителями. Инсценировав по заказу Центрального детского театра сказку своего земляка, тоболяка Петра Ершова «Конёк-Горбунок», Маляревский создал оригинальное произведение, с успехом поставленное в ЦДТ знаменитой М. О. Кнебель. Роль Иванушки первым исполнил молодой Олег Ефремов. Затем пьеса была поставлена во многих театрах страны, в том числе в Тобольске. По этой пьесе был создан мультфильм «Волшебный клад», вдохновивший молодого композитора Р. Щедрина на создание одноимённого балета, впервые показанного в 1960 году в Большом театре.
Пьеса «Канун грозы» (1949), написанная на основе событий Ленского расстрела 1912 года, была удостоена Сталинской премии, переведена на иностранные языки и поставлена во многих театрах СССР и других стран. Только с 1951 по 1958 год пьесы Маляревского прошли в 115 городах Советского Союза на нескольких языках, неоднократно транслировались в эфире всесоюзного радиовещания. Пьесы П. Г. Маляревского были изданы в Москве, Новосибирске, Иркутске, Киеве, Берлине и других городах.
В 1958—1961 годах преподавал драматургию и руководил основанной при Иркутском драматическом театре государственной школой-студией актёров первым выпускником которой стал ученик П. Г. Маляревского Пётр Шелохонов. В 1962 году благодаря стараниям Маляревского в Москве государственная школа-студия актёров была преобразована в Иркутское театральное училище, но это произошло уже после его смерти.
Скоропостижно скончался от инфаркта 4 марта 1961 года в подмосковном Доме творчества писателей Малеевка, где трудился над пьесой для Театра имени Маяковского. Похоронен в Иркутске на Глазковском кладбище.

## Творчество
Литературной деятельностью занимался с 1932 года. Ранние произведения писателя созданы в студенческие годы — пьесы, сценки для самодеятельности, обозрения «Синей блузы». Его пьесы с успехом шли в иркутских театрах и театрах СССР. Занимался переводами, популяризацией театра. Двадцать лет он собирал материалы для книги «Очерк из истории театральной культуры Сибири», посвящённой столетней истории иркутского театра (1957).
Маляревский также работал в жанре прозы (повести «Новая соната» (1940), «Здравствуй, жизнь!» (1953), «Модель инженера Драницына» (рукопись издана посмертно в 1966 году)).

### Пьесы-сказки для театров юного зрителя
- «Кот в сапогах» (1936)
- «Счастье» (1937), на основе бурят-монгольского фольклора
- «Меч Китая» (1942)
- «В городе N»
- «Партизаны уходят в лес»
- «Падение острова Блютенбайль» (1944, переиздание в 1986 году). Действие пьесы происходит в вымышленной стране Лютеции, напоминающей фашистскую Германию. Гениальный физик Олаф Нильсен сконструировал аппарат «Гнев Прометея», способный испускать «лучи смерти» и передавать их на большие расстояния. Смелый мальчик Жано вместе со своим друзьями капитаном Ольвером, другом Иваром, доктором Эльви и другими, сражающимися за свободу своей родины, похищает адскую машину Нильсена. Преодолев все трудности, друзья пробираются на остров Блютенбайль, чтобы уничтожить поработителей-тевтогаров[1].
- «Сильнее смерти» (1947)
- «Чудесный клад» (1947)
- «Не моё, не твоё, а наше» (1950)
- «Репка» (1950)
- «Камень-птица» (первоначально «Свинцовая шкатулка», 1958), впервые поставлена в Центральном театре Советской Армии. Премьера прошла 11 октября, в том же году была сделана радиопостановка в Государственном доме радиовещания и звукозаписи. Приключенческий сюжет повествует о находке в районе Байкала камней, обладающих свойствами антигравитации и дающих новые возможности советской авиационной промышленности[1].

### Пьесы, шедшие в Иркутском театре
- «Доржи Банзаров» (1934)
- «Фёдор-лодырь» (1935)
- «Костёр» (1946)
- «Канун грозы» (1950) о Ленских событиях 1912 года
- «Крутые перекаты» (1956)
- «Поэма о хлебе» (1957)

## Постановки
- 1952 — «Репка» (латыш. "Rācenis") была поставлена Рижским ТЮЗом на латышском языке

## Награды и премии
- Сталинская премия третьей степени (1952) — за пьесу «Канун грозы» (1950)
- медаль «За доблестный труд в Великой Отечественной войне 1941-1945 гг.»

## Избранная библиография
- Маляревский П. Г. Костёр: Сборник пьес. — Иркутск, 1947.
- Маляревский П. Г. Очерк из истории театральной культуры Сибири. 1851—1951. — Иркутск, 1957.